# Sherman White
Sherman White (Filadelfia, 16 dicembre 1928 – Piscataway, 4 agosto 2011) è stato un cestista statunitense.

## Carriera
Sherman White frequentò il college inizialmente alla Villanova University, ma dopo una stagione si trasferì (1948) alla Long Island University. Qui vinse il premio Sporting News Player of the Year, ma il giorno dopo la nomina fu arrestato in relazione allo scandalo del college basketball del 1951: fu tra i venti giocatori coinvolti, accusati di aver partecipato a incontri truccati. Rimase nel carcere di Rikers Island per circa 9 mesi, e venne inoltre escluso a vita dalla NBA.
Dopo il rilascio giocò per nove stagioni nei Wilkes-Barre Barons e negli Hazleton Hawks, nella Eastern Professional Basketball League.

## Palmarès
- Sporting News Player of the Year: 1951
- EPBL Most Valuable Player (1955)